# Lionel Robbins
Lionel Charles Robbins, Baron Robbins, CH, CB, FBA (22. listopadu 1898 – 15. května 1984) byl britský ekonom a významný člen ekonomického oddělení na London School of Economics. Je známý hlavně pro své působení v pozici vedoucího na LSE, jeho definici ekonomie a pro své úsilí o posun anglosaské ekonomiky od marshallovského směru. Proslul také díky svému citátu: „Lidé chtějí to, co nemohou mít.“ Měl také veliký vliv na Britský systém univerzitního vzdělání.

## Život
Narodil se v Sipsonu, na západ od Londýna, do rodiny Rowlanda Richarda a Rose Marion Robbins. Jeho otec byl farmář a byl také členem okresní rady v Middlesexu. Robbinsova sestra, Caroline, byla uznávanou profesorkou historie.
Robbins se vzdělával na místním gymnázium v okresní škole Southall. Jeho vysokoškolské učení začalo na University College v Londýně, ale musel ho přerušit kvůli první světové válce. Sloužil v Royal Field Artillery jako důstojník mezi lety 1916 až 1918. Když se však zranil, tak se vrátil domů. Začal se zajímat o socialismus cechů a pokračoval ve studiu na London School of Economics, kde studoval u Harolda Laskiho, Edwina Cannana a Hugha Daltona. Zde zůstal téměř po celý zbytek svého života. Svá studia zde dokončil roku 1923 a učil zde jako profesor mezi lety 1929 až 1961 a se školou zůstal v kontaktu (na poloviční úvazek) až do roku 1980.
V roce 1930, když Keynesiánství začalo nabírat na síle v Británii a stávalo se dominantním ekonomickým pohledem, byl Robbins, jako jediný z pětičlenné ekonomické poradní rady (Economic Advisory Council), proti zavedení dovozních restrikcí a výdajům na veřejné práce (tyto kroky měly ulevit zemi od ekonomické krize). Místo toho zastával pohled Rakouské školy, která tvrdila, že krize byla způsobena přílišnou spotřebou. V roce 1932 publikoval svojí nejznámější práci zvanou En Essay in The Nature and Significance of Economics Science, která mu zajistila mezinárodní věhlas. Během Druhé světové války sloužil krátce jako ekonom pro Britskou vládu.
Přestože po celý svůj život prosazoval laissez-faire, nebál se dělat výjimky. Například, když byl v šedesátých letech pověřen britskou vládou, aby zhodnotil britský systém univerzitního vzdělání (v letech 1961–1964 byl předsedou komise pro vyšší vzdělání). Ve své zprávě říká, že vláda by měla finančně podporovat každého, kdo je kvalifikovaný pro studium na vysoké škole a kdo by jinak neměl dostatečné příjmy, či úspory, aby na ní mohl studovat. Také se snažil, aby byla výuka relevantní a užitečná pro život v nové a rychle se vyvíjející britské společnosti a ve světě. Tento názor byl přijat a vedl k rozšíření vyšší vzdělanosti a také k zakládání nových vysokých škol, například v Sussexu, Essexu či Warwicku, v Británii v 60. a 70. letech. Ke konci svého života se Robbins začal věnovat historii ekonomických myšlenek a publikoval na toto téma množství studií. Po jeho smrti byly některé jeho přednášky posmrtně publikovány.

## Teorie a vlivy
Robbins je známý svou definicí ekonomie:
"Ekonomie je věda, která zkoumá lidské chování jako vztah mezi konci a vzácnými prostředky, které mají alternativní využití."
Jakožto stoupenec Williama Stanleyho Jevonse a Philipa Wicksteeda byl ovlivněn kontinentálními evropskými ekonomy: Léonem Walrasem, Vilfredem Paretem, Eugenem von Böhm-Bawerkem, Friedrichem von Wieserem a Knutem Wicksellem. Robbins nahradil Allyna Younga jakožto předseda London School of Economics v roce 1929. Mezi jeho prvními jmenovanými byl Friedrich A. Hayek, který vychoval novou generaci anglicky hovořících 'kontinentálů' jako John Hicks, Nicholas Kaldor, Abba Lerner a Tibor Scitovsky. Frank Knight sloužil jako vliv z Ameriky na Robbinse.
Robbins byl velmi dobře obeznámen s prací ekonomů v kontinentální Evropě. Robbins se zapojil do debaty o socialistických výpočtech na stranu Ludwiga von Misesa a Friedricha Hayeka proti Abbám Lernerovi, Fredovi Taylorovi a Oscaru Langeovi.

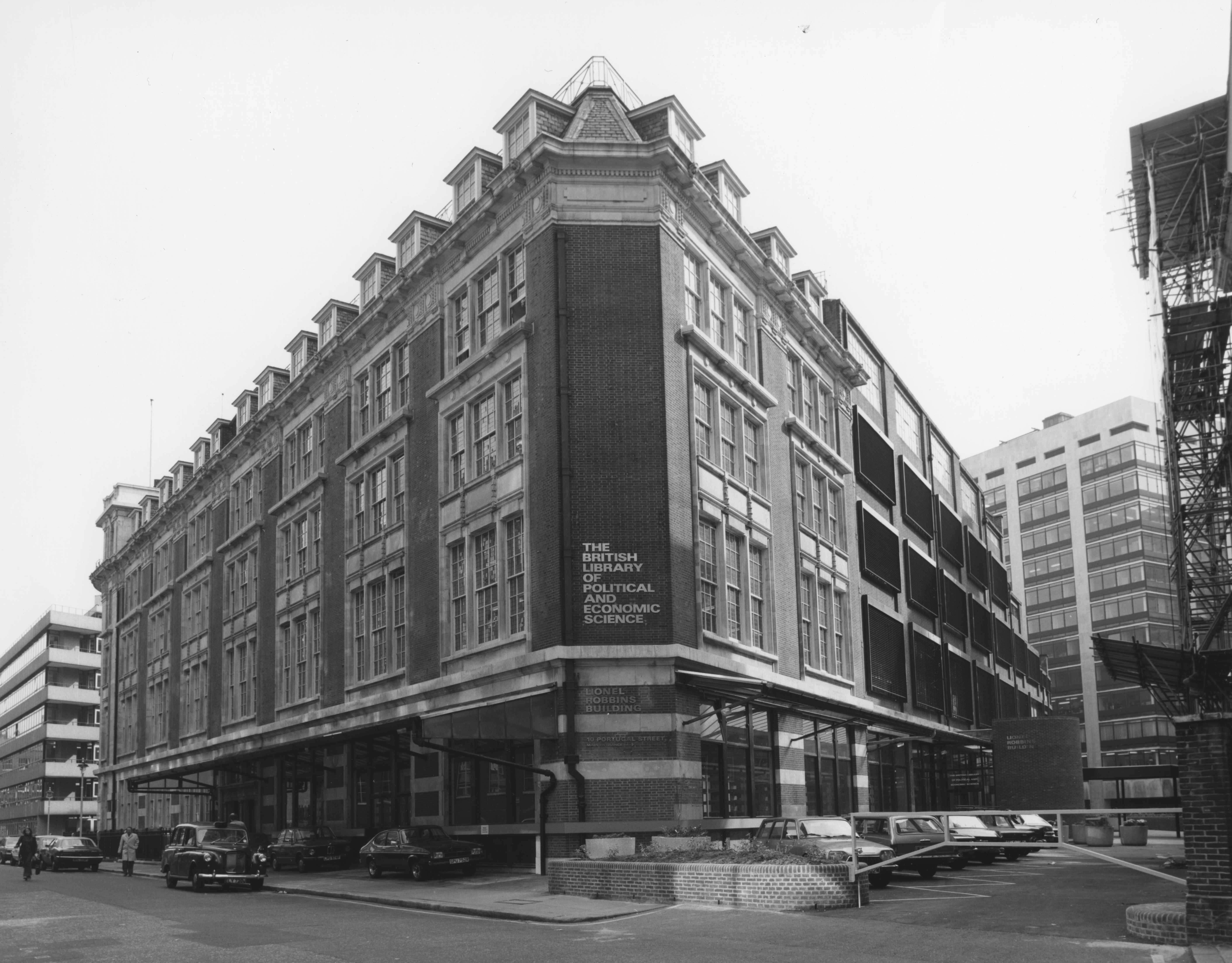
Budova Lionela Robbinse

Zpočátku nesouhlasil s Keynesovou Obecnou teorií. Jeho pojednání o Velké depresi z roku 1934 je analýzou tohoto období. Robbins viděl svou londýnskou ekonomickou školu jako stodolu v porovnání s Cambridge, ať už tam studovali maršálové nebo keynesiánové. Přestože zůstal oponentem keynesiánství po zbytek dekády, tak po skončení Druhé světové války doznaly značných změn. Ve své práci In The Economy Problem in Peace and War Robbins již obhajuje Keynesovy politiky o zaměstnanosti, skrze kontrolu souhrnné poptávky. Robbinsova přednáška založena na myšlení Chicheleho z roku 1966 o akumulaci kapitálu (publikovaná v roce 1968) a pozdější práce o Smithově ekonomii, The Theory of Economic Policy in English Classical Political Economy, byly popsány jako nepřesné.
Ačkoli vzestup londýnské ekonomické školy patří na vrchol Robbinsova odkazu, on byl volným trhovým ekonomem, který byl také zodpovědný za moderní britský univerzitní systém - ten také obhajoval v Robbins Report s jeho masivní expanzí v šedesátých letech. Stal se prvním kancléřem nové univerzity Stirling v roce 1968. Také obhajoval ohromnou vládní podporu pro umění spolu s podporou univerzit.
V pozdních částích svého života se obrátil na historii ekonomického myšlení a publikoval různé studie o anglické doktrínské historii. Robbinsovo 'L.S.E. přednášky, které přednášel v roce 1980 (více než padesát let poté, co poprvé učil po jeho jmenování v roce 1929), byly vydány posmrtně (1998).

## Ocenění
Robbins byl jmenován Companion of the Order of the Bath (CB) v roce 1944.
Dne 16. června 1959 dostal lifepeer (nedědičný titul) Baron Robbins z Clare Market města Westminster.
Robbins obdržel čestný doktorát od univerzity Heriot-Watt v roce 1967.
V New Years Honours roku 1968 byl Lord Robbins jmenován Companion of Honour (CH).
Budova Lionel Robbins v London School of Economics je pojmenována po něm.

## Práce
Robbinsovy dřívější eseje měly odporující povahu a zdůrazňovaly subjektivistickou teorii hodnoty, na kterou nebyla anglosaská ekonomie zvyklá. Napsal slavnou esej o ekonomické metodologii z roku 1932. Jeho práce o nákladech (1930, 1934) pomohla k vzniku Wieserově zásadě o "alternativní ceně" pro zásobování Anglie (což bylo proti Marshallově "reálné cenové" teorii nabídky). Jeho kritika maršálské teorie reprezentativní firmy (1928) a jeho kritika Pigovské sociální ekonomiky (1932, 1938) ovlivnily konec maršálské říše.
Robbinsovo hlavní dílo byla jeho esej o přírodě a významu ekonomické vědy (Essay on the Nature and Significance of Economic Science). V ní představuje jednu z prvních definic ekonomie: “Ekonomie je věda o lidské činnosti, která zkoumá lidské chování jako poměr mezi cíli a vzácnými prostředky s alternativním použitím.” (Robbins 1932). Tato definice se používá dodnes.
Robbins věřil, že je třeba rozlišovat mezi "pozitivní" a "normativní" ekonomikou. Pozitivní se zabývá hypotézami o ekonomických vztazích měřitelných empirickými důkazy, zatímco normativní řeší hodnotové úsudky o tom, co by ekonomika měla být. Robbins obhajoval názor, že ekonomové se musí zabývat pouze pozitivní ekonomikou.
Robbins také věřil, že ekonomika je systém logické dedukce z prvních zásad. Neměl tak vysoké mínění o proveditelnosti a užitečnosti empirického ověřování. V tomto názoru si byl celkem podobný s Rakouskou ekonomickou školou a Kontinentální školou ekonomického myšlení. Nepochybně zanechal úctyhodný odkaz v teorii ekonomické vědy a historie ekonomického myšlení.

### Seznam tvorby
- "Principles Of Economics", 1923, "Economics"
- "Dynamics of Capitalism", 1926, Economica.
- "The Optimum Theory of Population", 1927, in Gregory and Dalton, editors, London Essays in Economics.
- "The Representative Firm", 1928, EJ.
- "On a Certain Ambiguity in the Conception of Stationary Equilibrium", 1930, EJ.
- Essay on the Nature and Significance of Economic Science, 1932.
- "Remarks on the Relationship between Economics and Psychology", 1934, Manchester School.
- "Remarks on Some Aspects of the Theory of Costs", 1934, EJ.
- The Great Depression, 1934.
- "The Place of Jevons in the History of Economic Thought", 1936, Manchester School.
- Economic Planning and International Order, 1937. Macmillan, London.
- "Interpersonal Comparisons of Utility: A Comment", 1938, EJ.
- The Economic Causes of War, 1939.
- The Economic Problem in Peace and War, 1947.
- The Theory of Economic Policy in English Classical Political Economy, 1952.
- Robert Torrens and the Evolution of Classical Economics, 1958.
- Politics and Economics, 1963.
- The University in the Modern World, 1966.
- The Theory of Economic Development in the History of Economic Thought, 1968.
- Jacob Viner: A tribute, 1970.
- The Evolution of Modern Economic Theory, 1970.
- Autobiography of an Economist, 1971.
- Political Economy, Past and Present, 1976.
- Against Inflation, 1979.
- Higher Education Revisited, 1980.
- "Economics and Political Economy", 1981, AER.
- A History of Economic Thought: the LSE Lectures, edited by Warren J. Samuels and Steven G. Medema, 1998